# Вильсдруф
Вильсдруф (нем. Wilsdruff) — город в Германии, в земле Саксония. Подчинён земельной дирекции Дрезден. Входит в состав района Саксонская Швейцария — Восточные Рудные Горы.  Население составляет 13746 человек (на 31 декабря 2010 года). Занимает площадь 281,60 км². Официальный код  —  214 2 90 450.
Город подразделяется на 14 городских районов: Биркенхайн, Бланкенштайн, Браунсдорф, Вильсдруф, Грумбах, Грунд, Кауфбах, Кессельсдорф, Кляйнопиц, Лимбах, Мохорн, Оберхермсдорф, Хельбигсдорф, Херцогсвальде.

## Фотографии

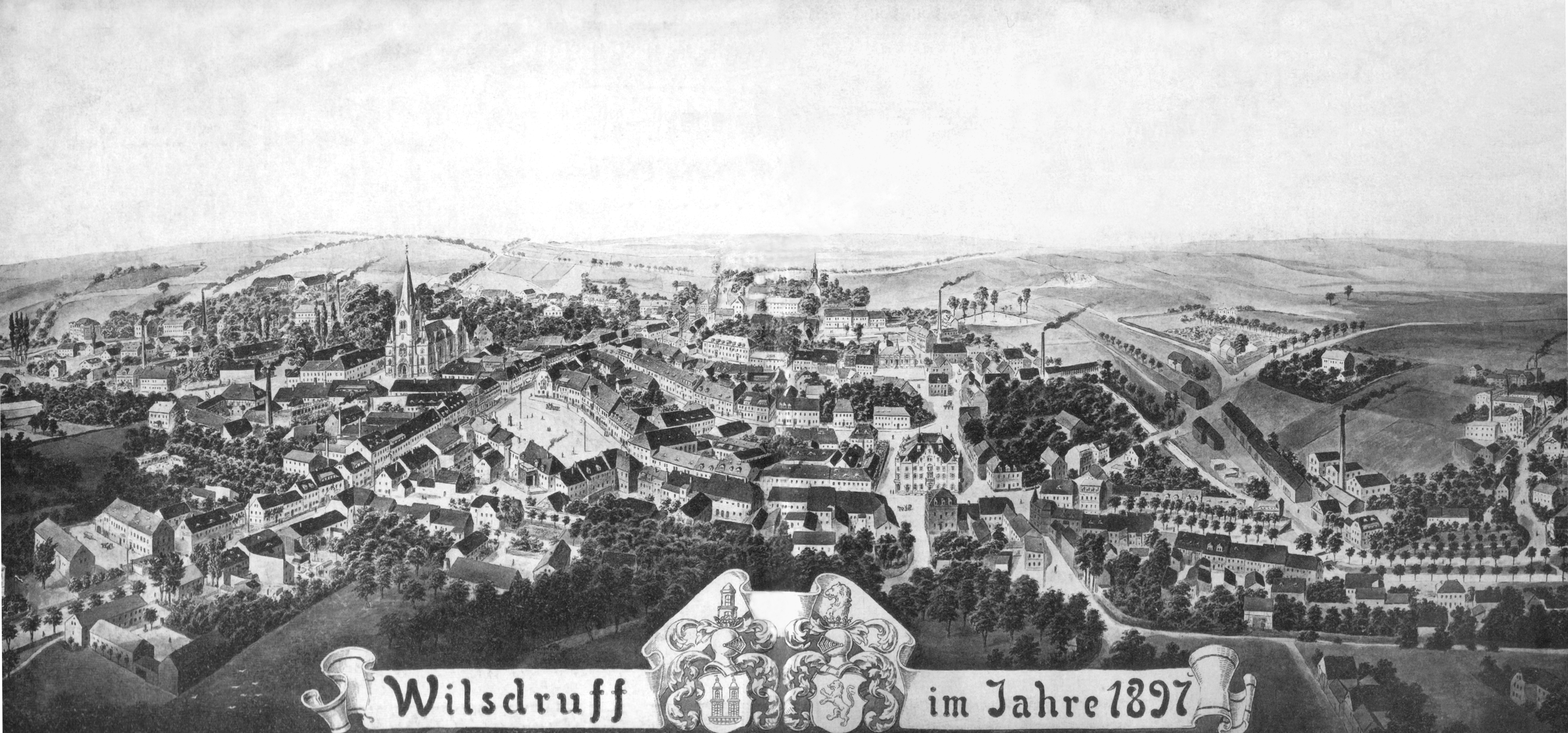
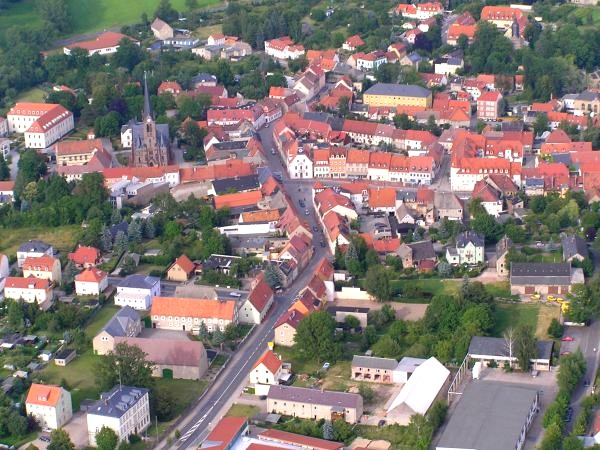
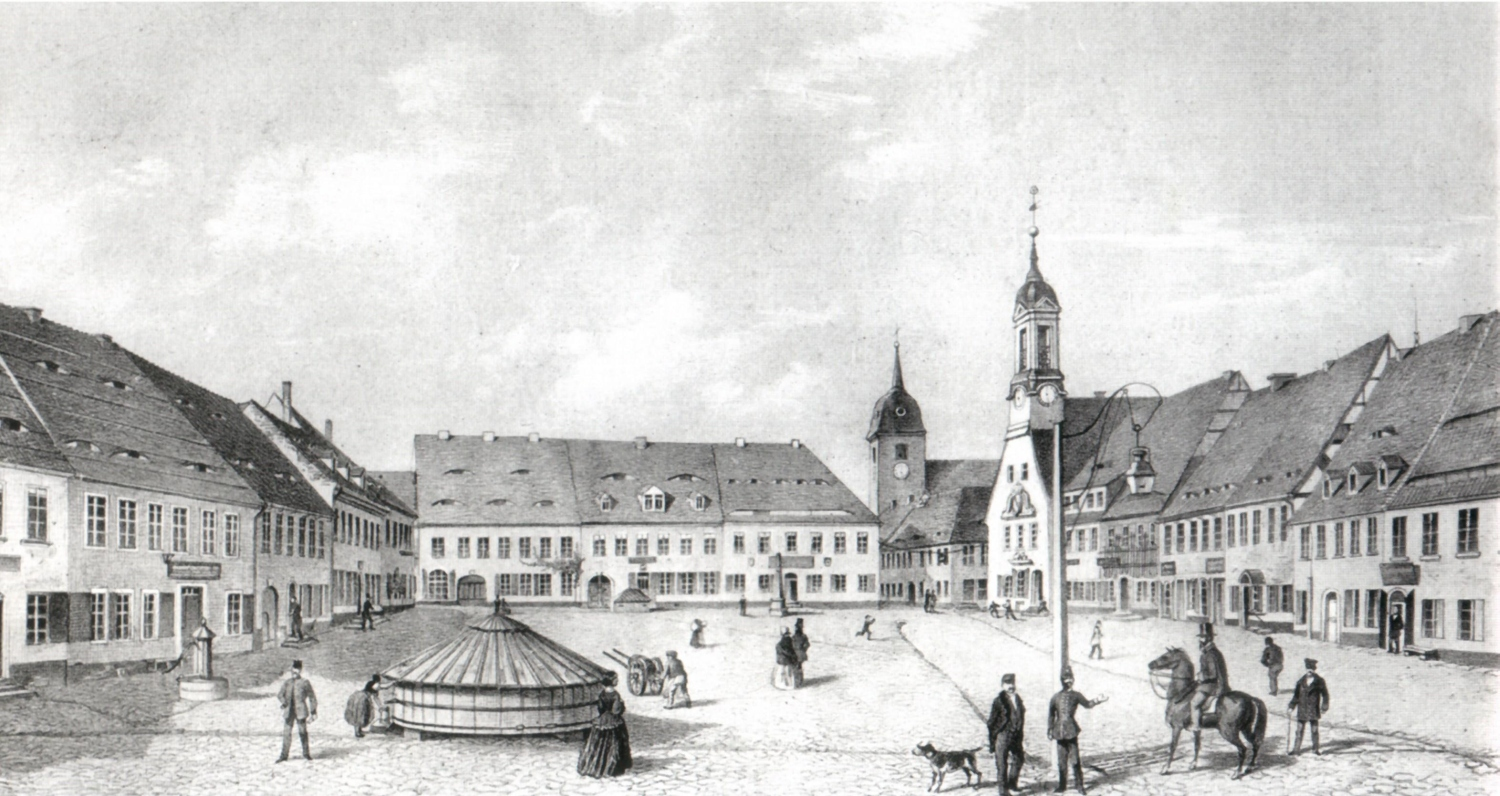
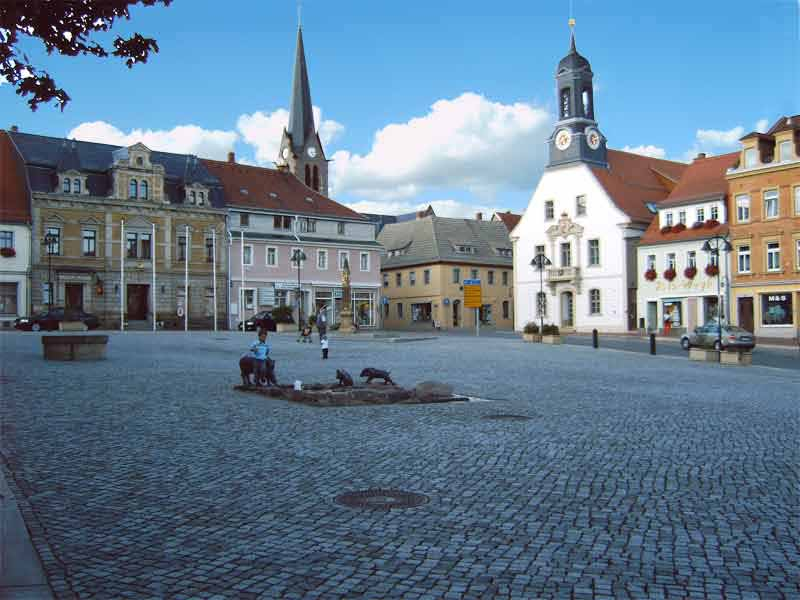
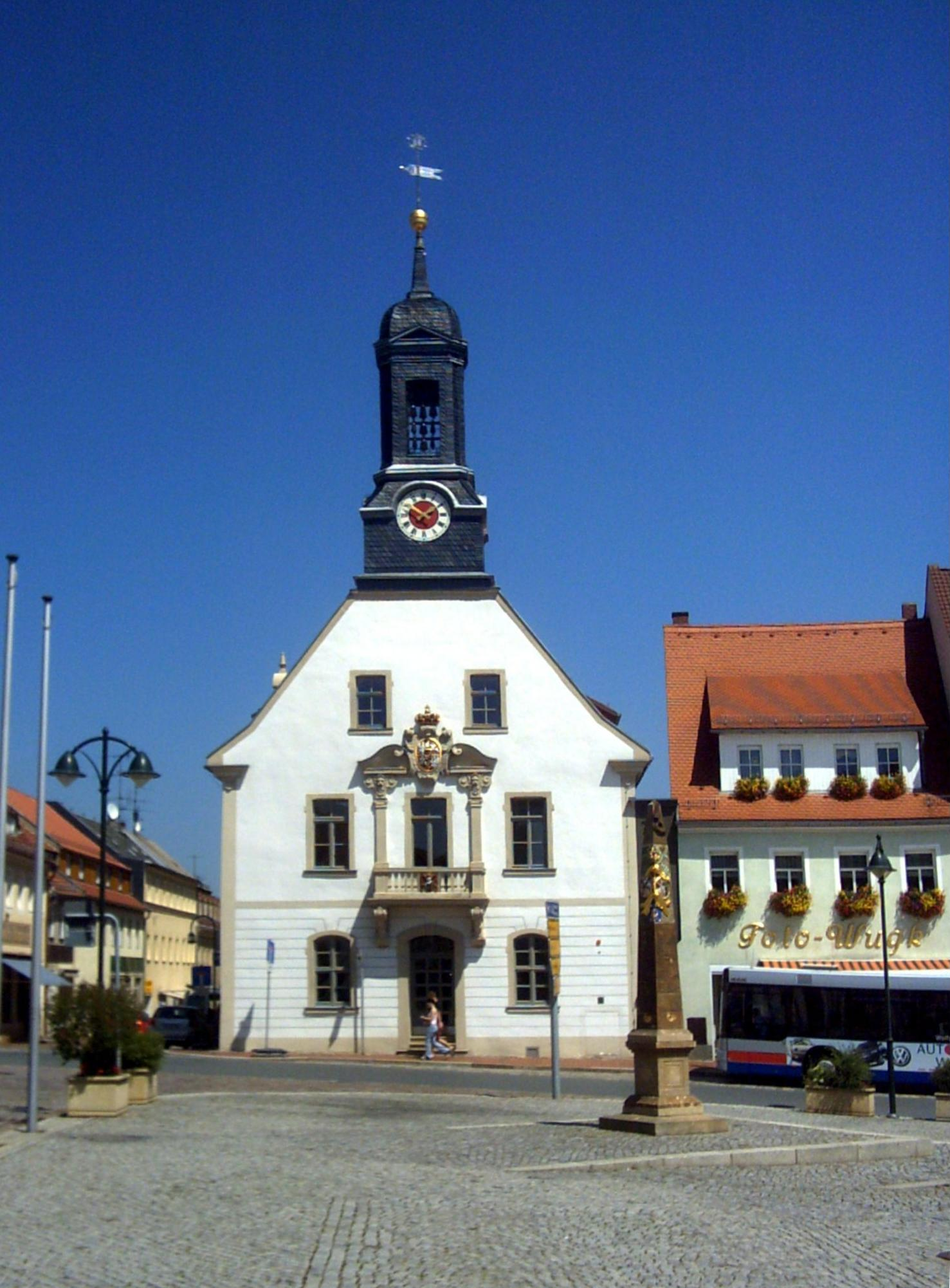
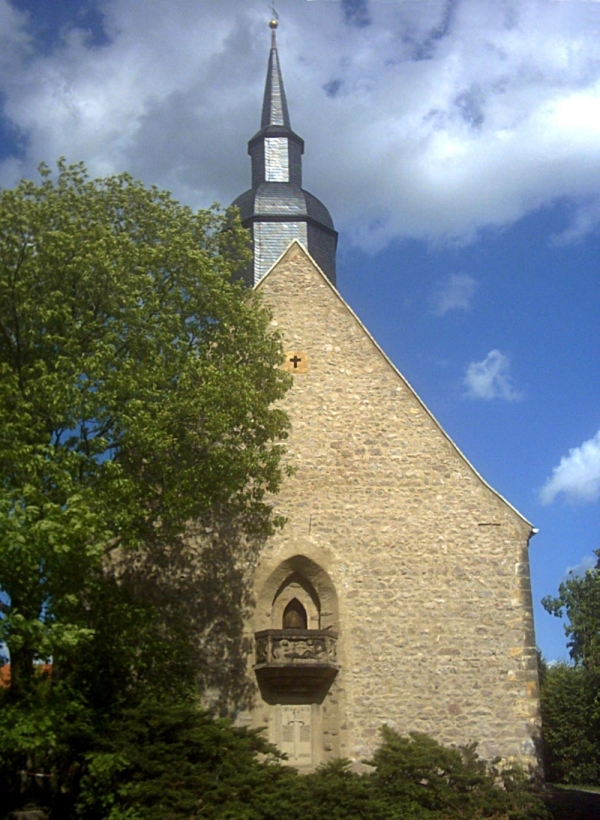
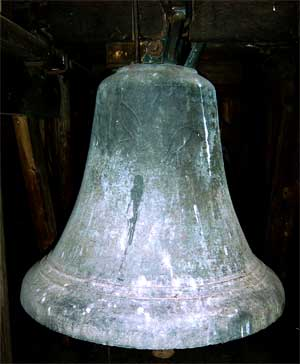
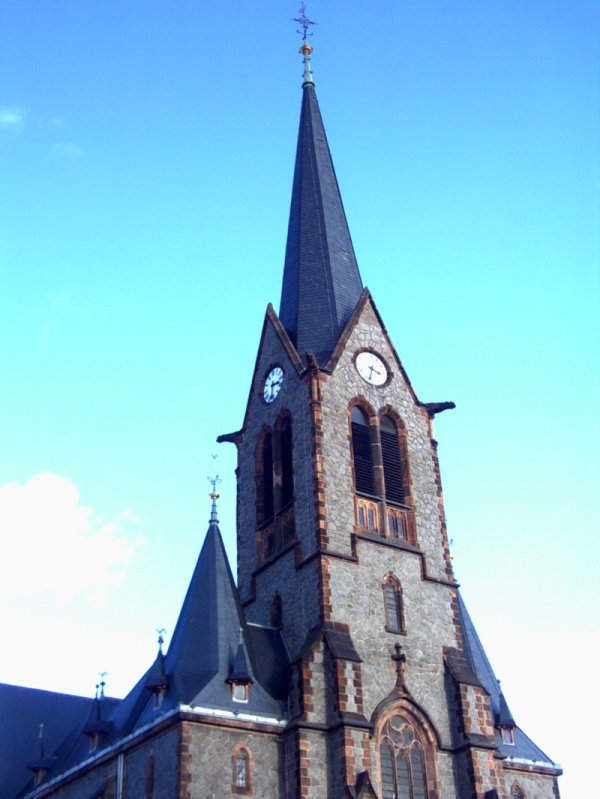
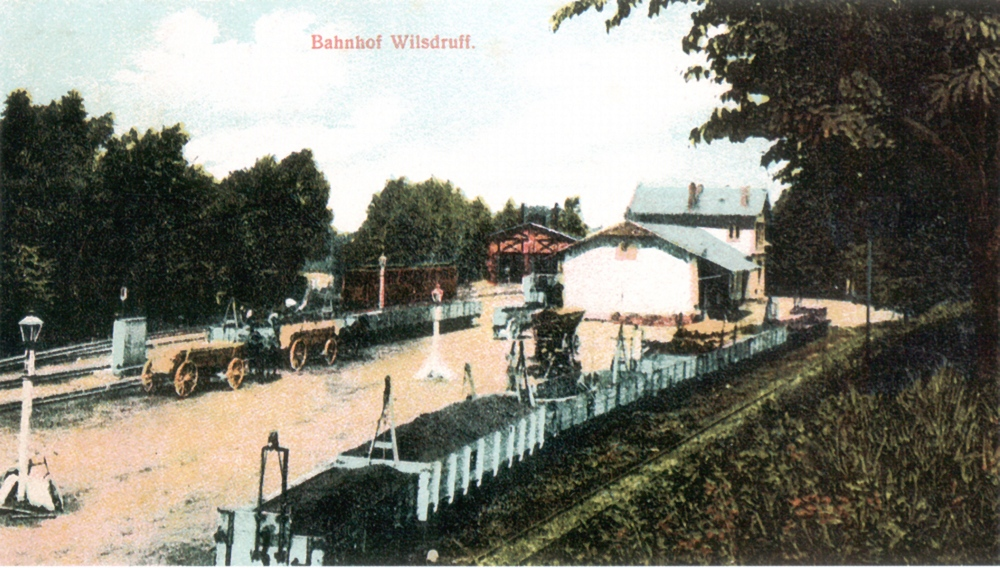
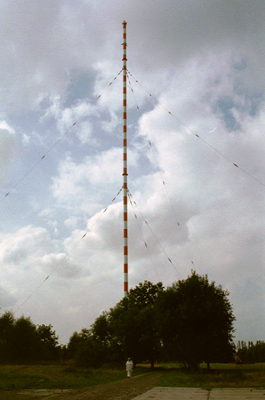
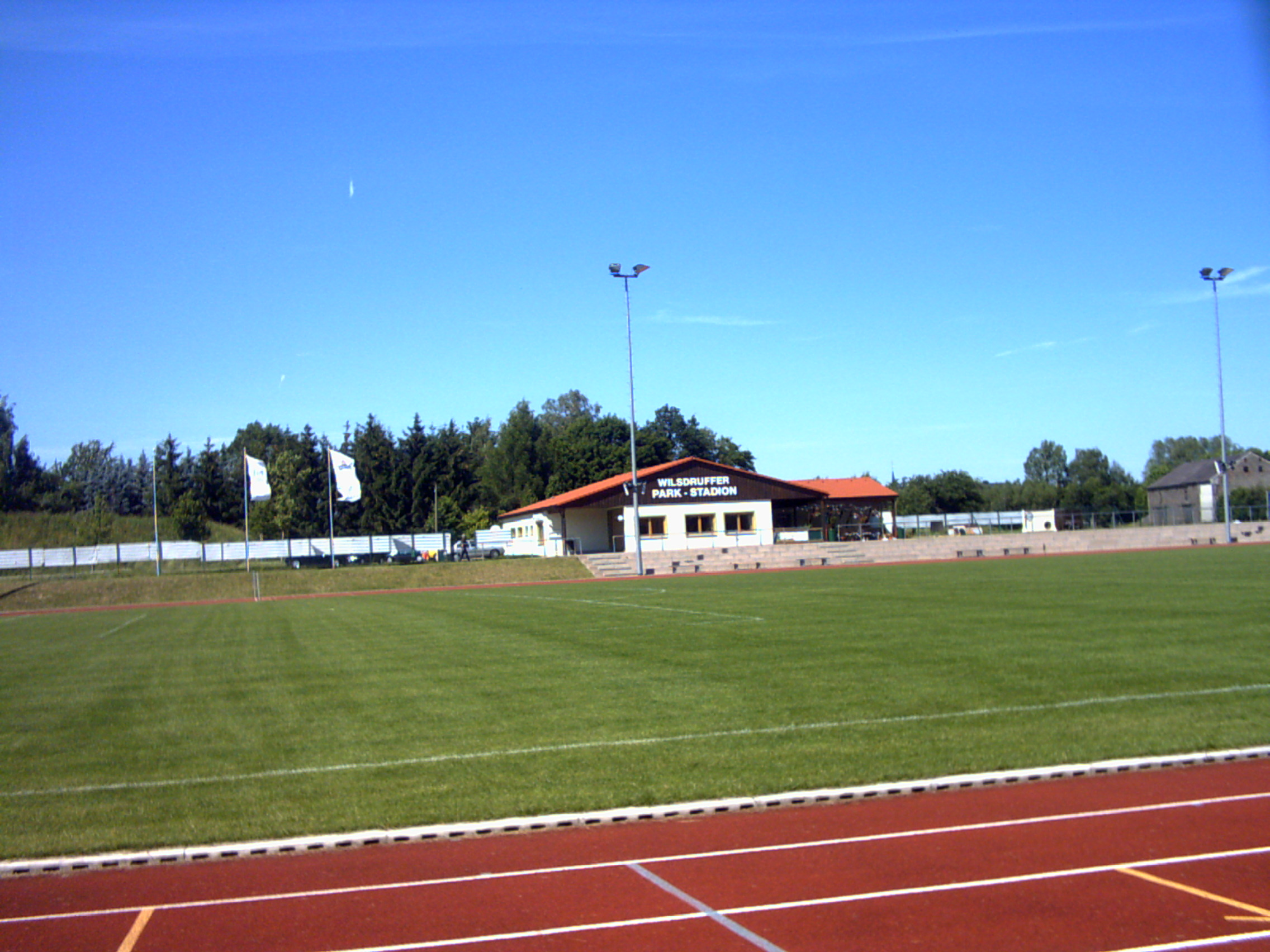
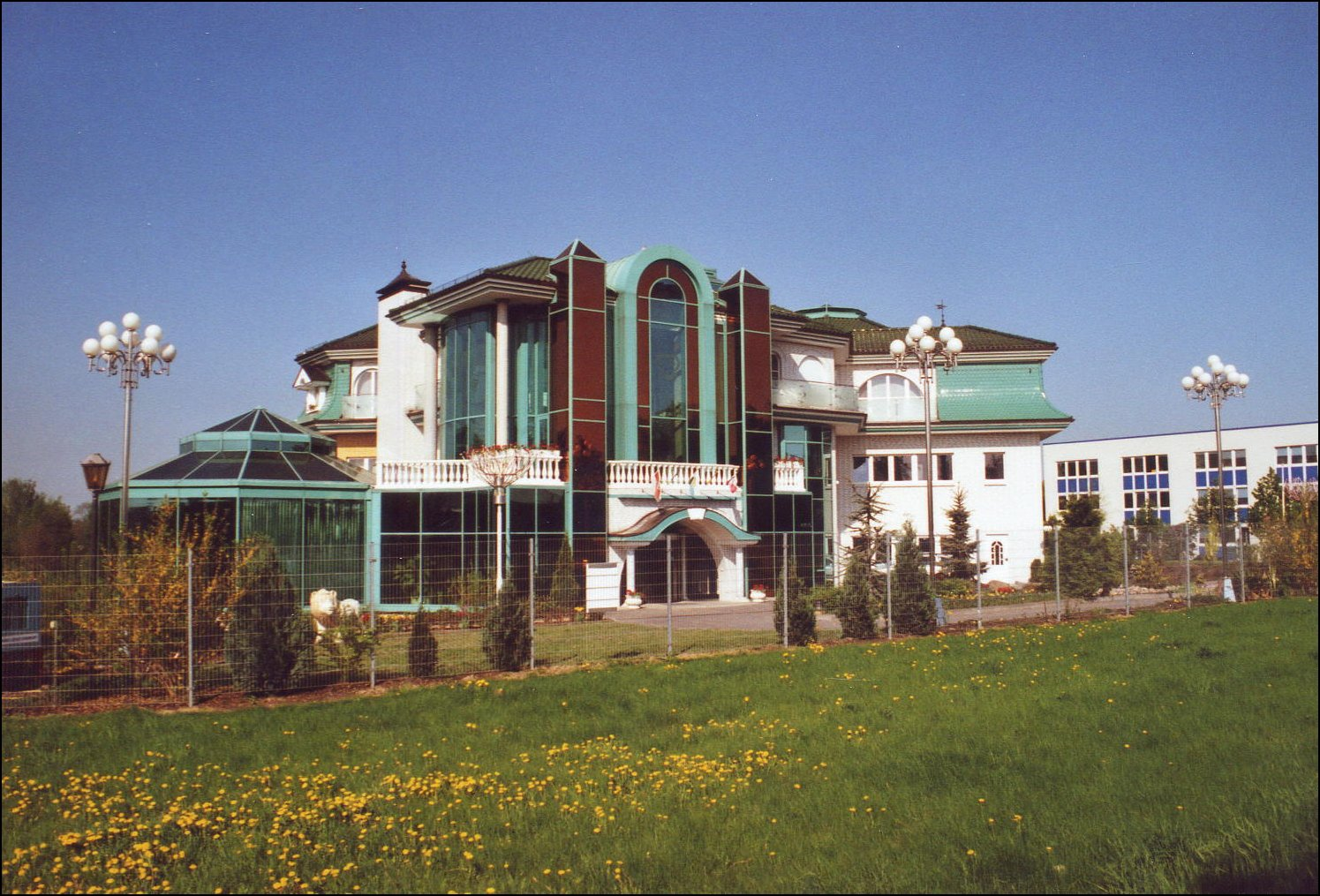